# DUT-5

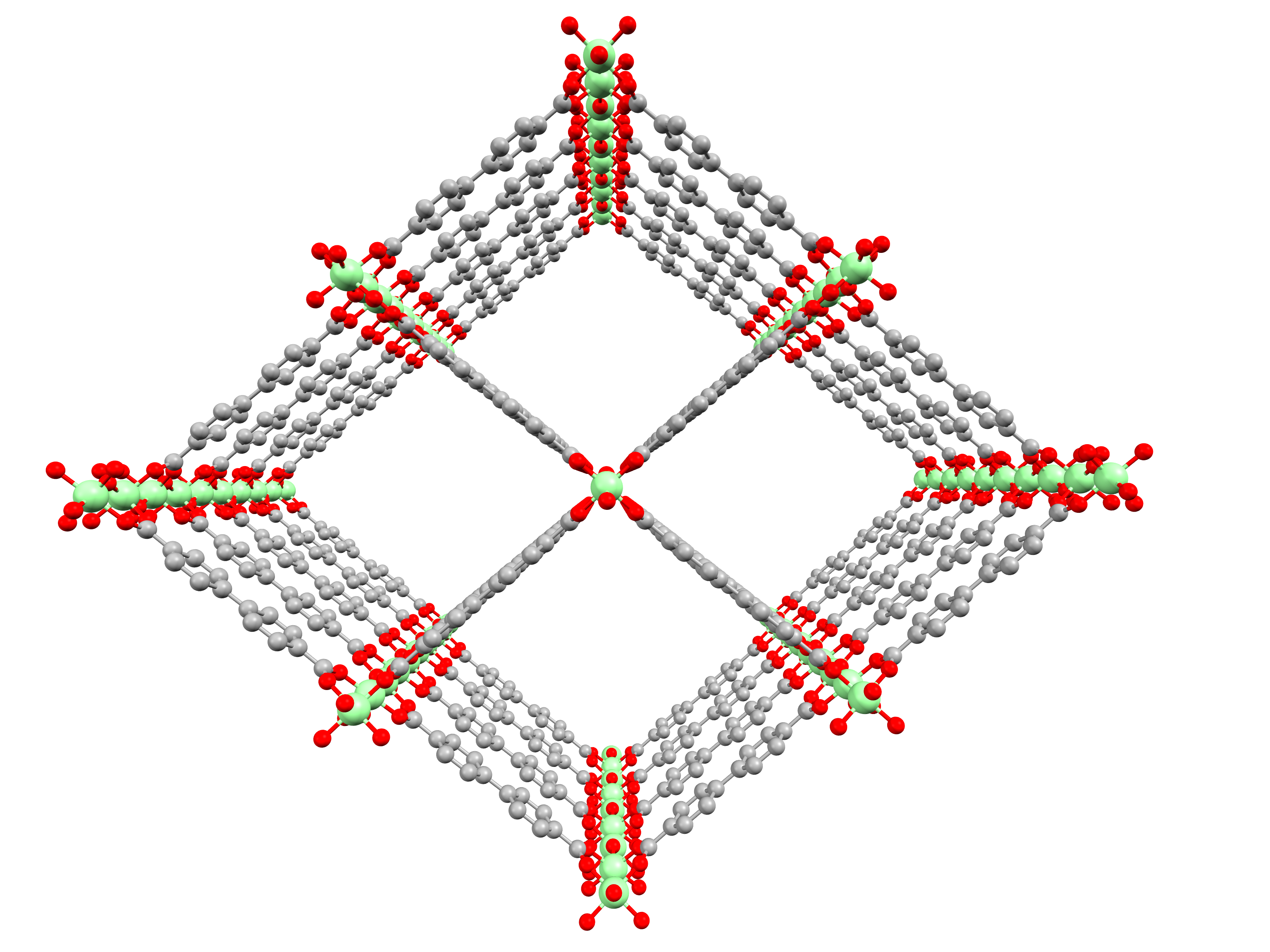
Kristallstruktur von DUT-5. Perspektivische Ansicht des Porenquerschnitts.

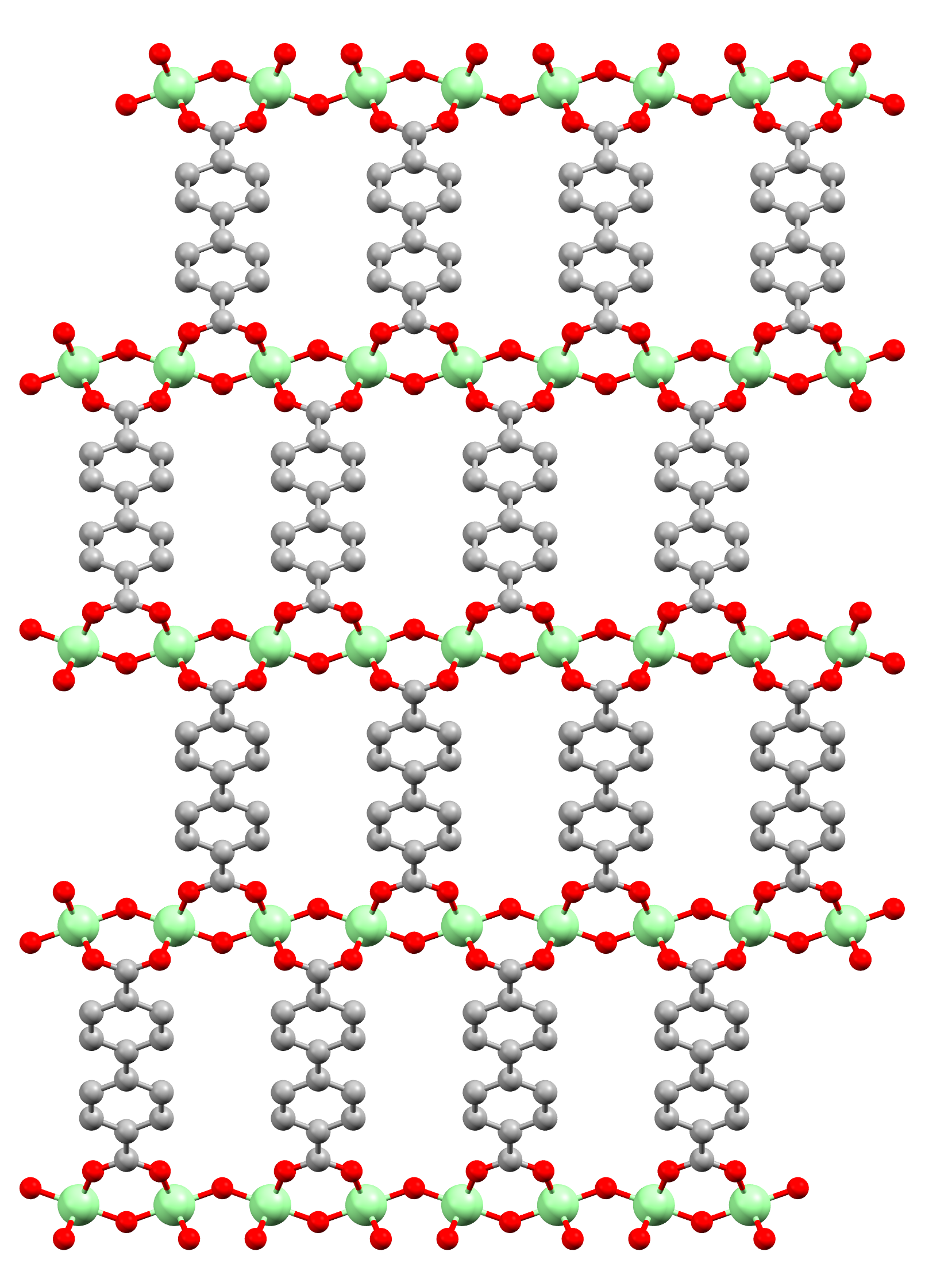
Kristallstruktur von DUT-5. Orthografischer Blick auf die M-OH-Ketten.

DUT-5 (DUT steht für englisch Dresden University of Technology) ist der Name eines Materials, welches zu der Stoffklasse der Metall-organischen Gerüstverbindungen (englisch metal-organic framework, MOF) zählt. Die Gerüststruktur ist eine expandierte Version der MIL-53-Struktur und besteht aus Aluminiumionen (Al3+) als Metallzentren und Biphenyl-4,4′-dicarboxylat (BPDC) als Linkermolekülen. In der DUT-5-Struktur werden anorganische [M-OH]-zick-zack-Ketten (sogenannte secondary building units, SBUs) durch die Biphenyl-4,4′-dicarboxylat-Linker mit vier benachbarten anorganischen Ketten verbunden, wodurch eindimensionale, rautenförmige Poren entstehen.

## Bekannte Strukturanaloga
Die erste hergestellte DUT-5-Struktur wurde mit Al3+ als Metallzentrum synthetisiert. Weitere Metalle mit den Oxidationszahlen +II oder +IV wurden später anstatt Al3+ verwendet, um Materialien mit DUT-5-analogen Strukturen herzustellen.
| Name             | Metallzentrum und Oxidationszahl | Jahr der Erstveröffentlichung | Zitation |
| ---------------- | -------------------------------- | ----------------------------- | -------- |
| DUT-5(Al)        | Al3+                             | 2009                          | [ 1 ]    |
| COMOC-2          | V3+/V4+, V4+                     | 2013                          | [ 3 ]    |
| Mg(4S-PNO)(BPDC) | Mg2+                             | 2018                          | [ 4 ]    |
| Co(4S-PNO)(BPDC) | Co2+                             | 2018                          | [ 4 ]    |

Aufgrund des baukastenähnlichen Aufbaus von Metall-organischen Gerüstverbindungen können anstatt Biphenyl-4,4′-dicarboxylat weitere organische Moleküle als Linker verwendet werden, wenn diese Biphenyl-4,4′-dicarboxylat strukturell ähneln. Für die Entwicklung von funktionalisierten DUT-5-Materialien wurden funktionelle Biphenyl-4,4′-dicarboxylate eingesetzt, welche zusätzliche funktionelle Gruppen an den Benzolringen besitzen. Diese funktionellen Gruppen in den Poren des DUT-5-Gerüstes wurden einerseits für post-synthetische Modifizierungen und andererseits für die Änderung von Adsorptionseigenschaften verwendet.
| Funktioneller Linker                        | Metallzentrum | Metallzentrum | Metallzentrum |
| Funktioneller Linker                        | Al            | V             | Ga            |
| ------------------------------------------- | ------------- | ------------- | ------------- |
| 2,2′-Bipyridin-5,5′-dicarboxylat            | MOF-253       | -             | COMOC-4       |
| 4,4'-Bibenzoic acid-2,2'-sulfon             | [ 9 ] [ 10 ]  | [ 8 ]         | -             |
| 2-amino-[1,1']-biphenyl-4,4'-dicarboxylat   | [ 10 ] [ 11 ] | -             | -             |
| 2-ethynyl-[1,1']-biphenyl-4,4'-dicarboxylat | [ 11 ]        | -             | -             |
| 2-azido-[1,1']-biphenyl-4,4'-dicarboxylat   | [ 11 ]        | -             | -             |
| 2-nitro-[1,1']-biphenyl-4,4'-dicarboxylat   | [ 10 ] [ 11 ] | -             | -             |
| 2-iodo-[1,1']-biphenyl-4,4'-dicarboxylat    | [ 12 ]        | -             | -             |